# نسخه خطی پوست درخت توس

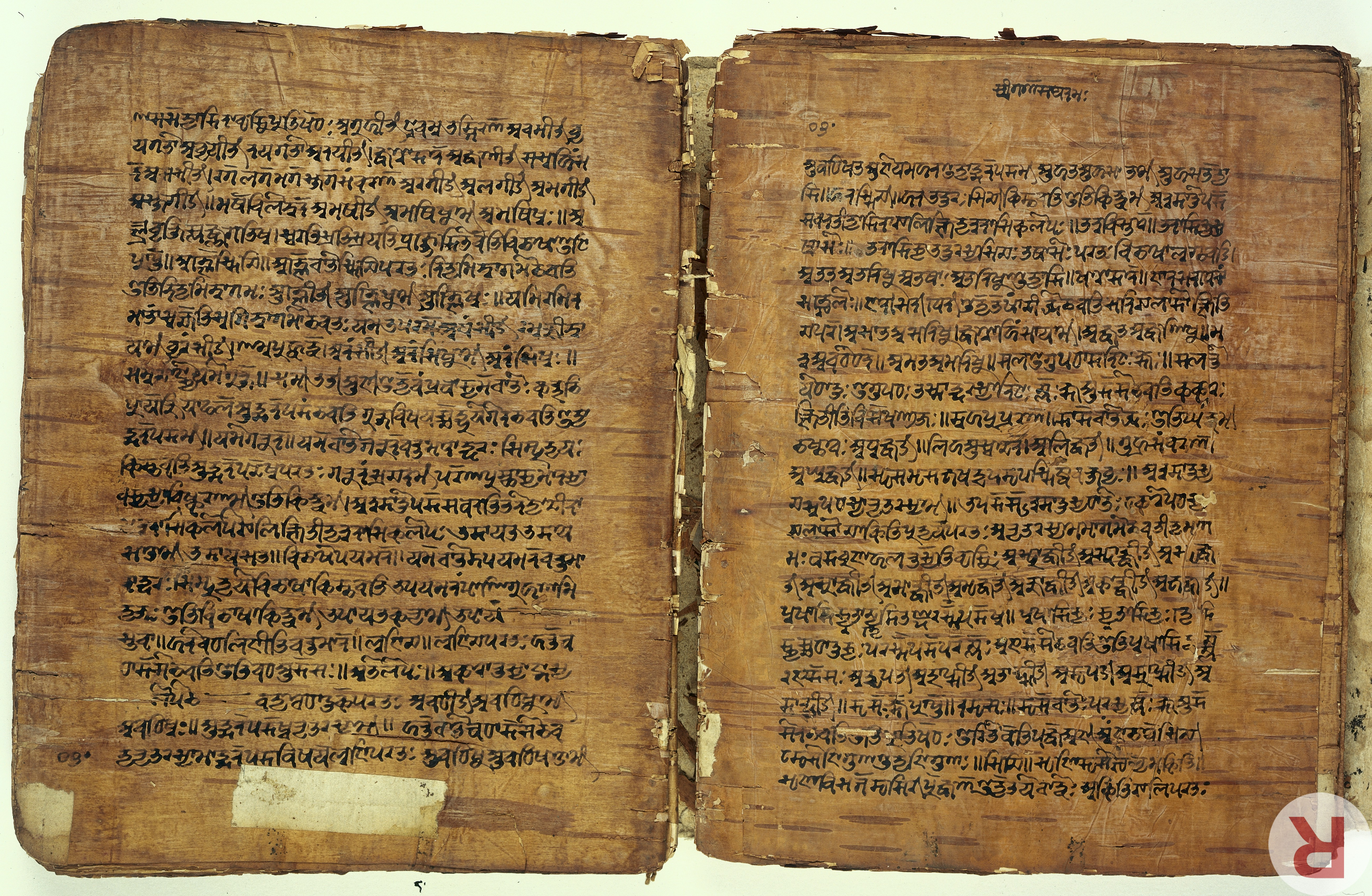
یک نسخه خطی پوست درخت غان از کشمیر از «روپاواتارا»، یک کتاب درسی دستوری مبتنی بر دستور زبان سانسکریت پانینی (مورخ ۱۶۶۳)

نسخه خطی پوست درخت توس (انگلیسی: Birch bark manuscript) اسنادی هستند که بر روی تکه‌هایی از لایه بیرونی پوست توس نوشته شده‌اند، که معمولاً قبل از تولید انبوه کاغذ برای نوشتن استفاده می‌شده است. شواهد استفاده از پوست درخت غان برای نوشتن به قرن‌ها پیش برمی‌گردد و در فرهنگ‌های مختلف دیده می‌شود. قدیمی‌ترین این نسخه‌های خطی، دست‌نوشته‌های بودایی گنداره متعددی از تقریباً قرن اول میلادی، از جایی که اکنون افغانستان است، هستند. آنها شامل قدیمی‌ترین نسخه‌های شناخته شده از متون مقدس مهم بودایی، از جمله «داماپادا»، گفتمان‌های بودا هستند که شامل متون «سوترای کرگدن»، «آوادانا» و «آبیدارما» می‌شود.
نسخه‌های خطی پوست درخت توس سانسکریت که با خط برهمایی نوشته شده‌اند، به چند قرن اول میلادی برمی‌گردند. چندین نویسنده اولیه سانسکریت، مانند کالیداسا (ح. قرن چهارم میلادی)، سوشروتا (ح. قرن سوم میلادی) و واراهامیهیرا (قرن ششم میلادی) به استفاده از آن برای نسخه‌های خطی اشاره کرده‌اند. پوست درخت توس هیمالیا هنوز هم در هند و نپال برای نوشتن مانتراهای مقدس استفاده می‌شود. متون روسی کشف شده در ولیکی نووگورود تقریباً به قرن‌های ۱۱ تا ۱۵ میلادی مربوط می‌شوند. بیشتر این اسناد نامه‌هایی هستند که توسط افراد مختلف به گویش محلی، نووگورودی قدیم نوشته شده‌اند. سیستم نوشتاری بومی زبان ایرلندی اوگام، که گاهی اوقات "الفبای درخت" نامیده می‌شود، به طور سنتی به خدای اوگما نسبت داده می‌شود که برای لوگ، طوقه را ممنوعه نوشت و به او هشدار داد. متن این ممنوعه را می‌توان در کتاب بالیموت یافت. حرف اول اوگام "beith" است؛ "beithe" به معنی "توس" است.

## نسخه خطی فینی

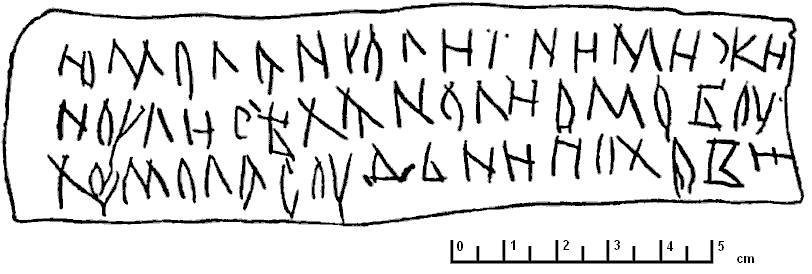
نسخه خطی پوست درخت توس شماره ۲۹۲، قدیمی‌ترین متن شناخته شده زبان‌های فینی (نیمه اول قرن سیزدهم)

نسخه خطی پوست درخت توس شماره ۲۹۲ از کاوش‌های نووگورود (کشف شده در سال ۱۹۵۷) قدیمی‌ترین سند شناخته شده به هر زبان فینی است. قدمت آن به آغاز قرن سیزدهم برمی‌گردد. تصور می‌شود زبان استفاده شده در این سند، شکلی باستانی از زبانی باشد که در اولونتس کارلیا، گویشی از زبان کارلیایی، صحبت می‌شود.